# Frank Kriz
Frank Kriz (n. 26 martie 1894, New York City, New York, SUA – d. 11 ianuarie 1955, New York City, New York, SUA) a fost un gimnast artistic ce a reprezentat Statele Unite ale Americii, medaliat olimpic. A participat la trei ediții a Jocurilor Olimpice (1920, 1924, 1928) în care a câștigat o medalie de aur.

## Participări
Lista de mai jos prezintă principalele competiții la care a participat Frank Kriz de-a lungul carierei.
- gymnastics at the 1924 Summer Olympics – men's vault[*]